# 玛格丽特·休斯敦
玛格丽特·休斯敦（英語：Marguerite Houston，1981年7月11日—），澳大利亚女子赛艇运动员。她曾代表澳大利亚参加世界赛艇锦标赛，获得二枚金牌、一枚银牌和一枚铜牌。她也曾参加2008年夏季奥林匹克运动会。